# آیله
آیله (گیلی اسکاتلندی: Ìle)از جزیره‌های آرگایل و بوت (هبریدهای داخلی) اسکاتلند می باشد.